# St. Quirin (Aubing)

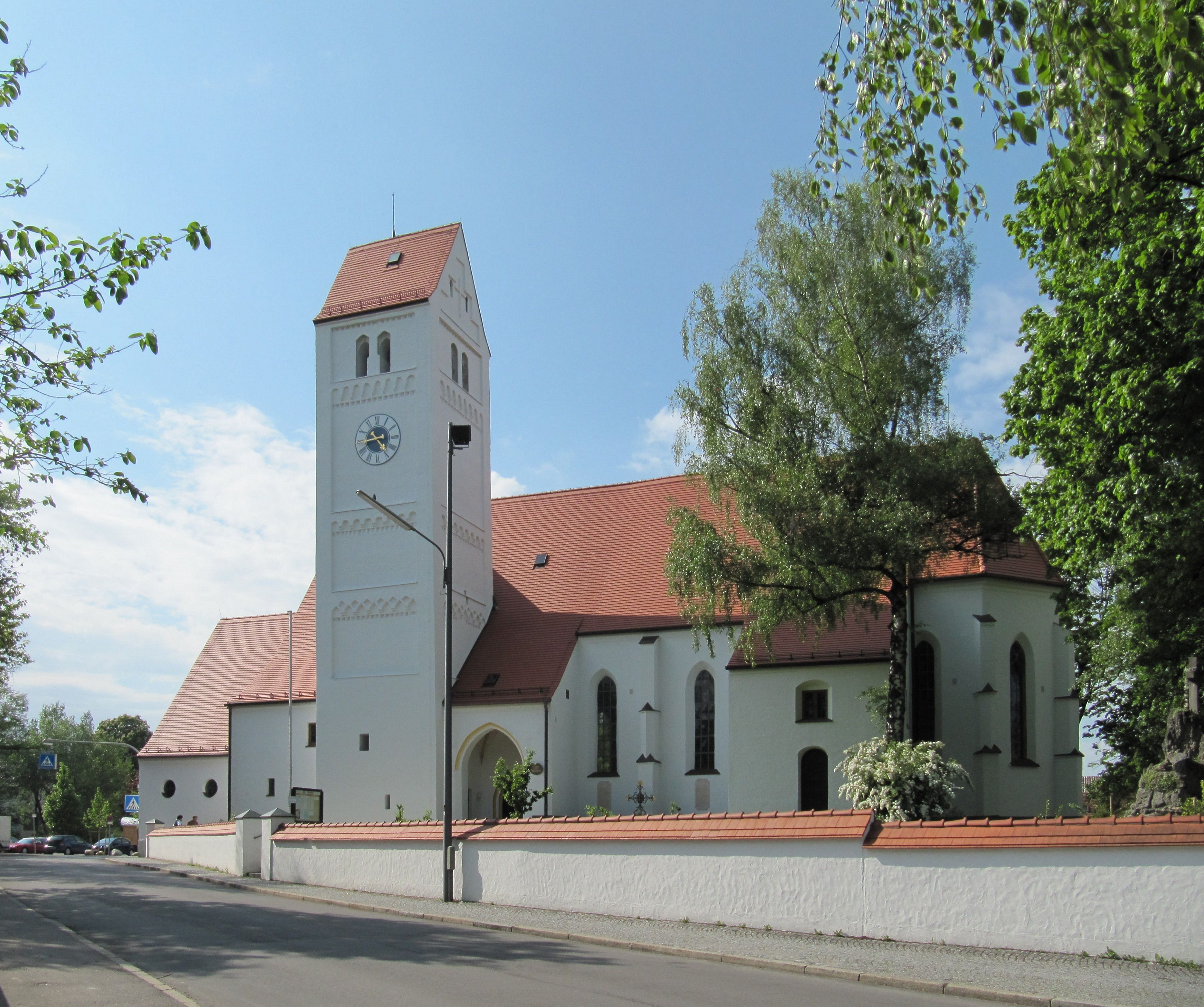
Südansicht von St. Quirin im Jahr 2010

Die Kirche St. Quirin ist die ursprüngliche Pfarrkirche von Aubing, heute ein Stadtteil Münchens. Die Aubinger Pfarrei umfasste neben Aubing selbst auch Nachbarorte, darunter Pasing, Laim, Untermenzing, Obermenzing und Allach.
Der Friedhof neben der Kirche wurde bis 1911 genutzt.

## Baugeschichte

### Errichtung
Der romanische Turm der katholischen Kirche St. Quirin ist das älteste erhaltene Gebäude Aubings. Er wird auf das Ende des 13. Jahrhunderts datiert, gestützt durch dendrochronologische Untersuchungen, die ergaben, dass das Holz der alten Glockenstube im Turm im Winter 1283/84 geschlagen wurde. Ein früheres Kirchenschiff, wohl aus Holz, wurde im Bayerischen Krieg 1422 niedergebrannt. Die Aubinger Pfarrer der folgenden Jahre bemühten sich um einen Wiederaufbau des Kirchenschiffes, der im spätgotischen Stil erfolgte. Diese Kirche mit rechteckiger Halle und östlich vorgesetztem, eingezogenem Chor besteht bis heute. Damals war das Kirchenschiff jedoch noch kürzer, die Westfassade endete bündig mit der Westseite des Turms. Die Weihe wurde 1489 vom Weihbischof Ulrich von Salona, Stellvertreter des Freisinger Bischofs Sixtus von Tannberg, durchgeführt.
Das Jahr der Weihe ist bekannt, weil in den 1960er Jahren bei Renovierungsarbeiten eine Sammlung von Weiheutensilien zu Tage kam. Darunter waren ein Siegelabdruck von Ulrich, der als Beweis seiner Anwesenheit gedeutet wird, sowie eine weitgehend unleserliche Urkunde, die aber eine erkennbare Jahreszahl enthielt, die zunächst als 1480 gedeutet wurde. Daher wurde 1980 die 500-jährige Kirchweih gefeiert. Bei späteren Untersuchungen unter UV-Licht stellte sich jedoch heraus, dass die letzte Ziffer keine 0, sondern eine 9 ist. Für das Weihedatum 1489 spricht auch, dass Ulrich von Salona erst 1484 Weihbischof wurde. Dendrochronologische Untersuchungen der Dachbalken zeigten außerdem, dass diese im Winter 1484/85 gefällt wurden.
Weitere gefundene Weiheutensilien waren ein Ulrichskreuz, eine Glasflasche, in der sich die Urkunde befand, ein darum gelegter Beutel, ein Döschen, das vermutlich Chrisam enthielt, sowie einige Knochen unklarer Bedeutung.

### Veränderungen
Die älteste Veränderung dürften wohl die zwei zweistöckigen Anbauten beiderseits des Chors sein, etwas jünger als das Kirchenschiff. Das Obergeschoss ist jeweils mit Kreuzgewölben versehen, die Rippen gleichen denen der Kirche.
Die Kirche wurde innen zweimal bemalt, zwischen 1580 und 1594 und erneut ab 1668. Fresken aus der Zeit der ersten Bemalung sind im Hauptschiff freigelegt, links beziehungsweise rechts der Seitenaltäre, jeweils ein Fenster einrahmend. Martin Reiter, Pfarrer in Aubing von Dezember 1632 bis zu seinem Tod am 28. September 1669, ließ 1668 den barocken Hochaltar in St. Quirin einbauen. Seine Grabplatte befindet sich im Chorraum von St. Quirin. Die seines Stiefvaters wurde im Turm gefunden.
Für 1724 sowie 1787 sind Reparaturen nachgewiesen, ab 1740 wurde das Chorinnere barockisiert. Von 1740 stammt auch die Fresko-Malerei im Gewölbe des Chors.
Der Haupteingang war ursprünglich an der Südseite. Im Zuge einer Erweiterung des umgebenden Friedhofs 1863 wurde er an die Westseite verlegt und mit einem Vorhaus versehen (siehe Westansicht von 1914). Der alte Eingang wurde zugemauert und mit einem Kapellenfenster versehen. Josef Steinbacher berichtet 1914, dass „die Gemeinde“ 1879 2600 Mark für den Bau einer Orgel und 1500 Mark für eine Kirchenturmuhr genehmigte, wobei unklar bleibt, ob es sich um die Kirchengemeinde oder die Gemeinde Aubing handelte.
Ein nördliches Seitenschiff nach Plänen von Michael Kurz wurde 1913 erwogen, aber nach dem Ersten Weltkrieg zu Gunsten des Kirchenbaus in Neuaubing fallen gelassen. Aufgrund des starken Wachstums der Gemeinde war die Kirche in den 1930er Jahren aber trotz des Baus der Neuaubinger Kirche zu klein geworden. Daher wurde das Kirchenschiff in den Jahren 1936/37 nach Plänen von Kurz Richtung Westen um ein fünftes Joch erweitert.

## Ursulaschrein
Bedeutendstes Ausstattungsstück der Kirche ist der Schrein der heiligen Ursula aus dem Jahr 1499, der heute im westlichen Anbau unter der Empore untergebracht ist. Er war einst der Mittelteil eines Altares, dessen Seitenflügel nicht mehr erhalten sind. Vermutlich kam der Schrein erst im 19. Jahrhundert in die Kirche, da er auf alten Inventarlisten nicht aufgeführt ist.
In der Mitte des Schreins ist die heilige Ursula dargestellt, sie ist etwas größer als ihre vier Begleiterinnen. Alle fünf Figuren tragen Kronen auf dem Haupt und Märtyrerpalmen in ihren Händen. Auf der Rückseite des Schreins, die mit einer Darstellung des Schmerzensmannes und der Leidenswerkzeuge bemalt ist, sind Schriftzeichen aus dem 16. Jahrhundert eingeritzt. Eine Inschrift aus dem Jahr 1591 nennt Georg Manser von Maisach mit der Devise: Mit Gottes Werk ist alles möglich.

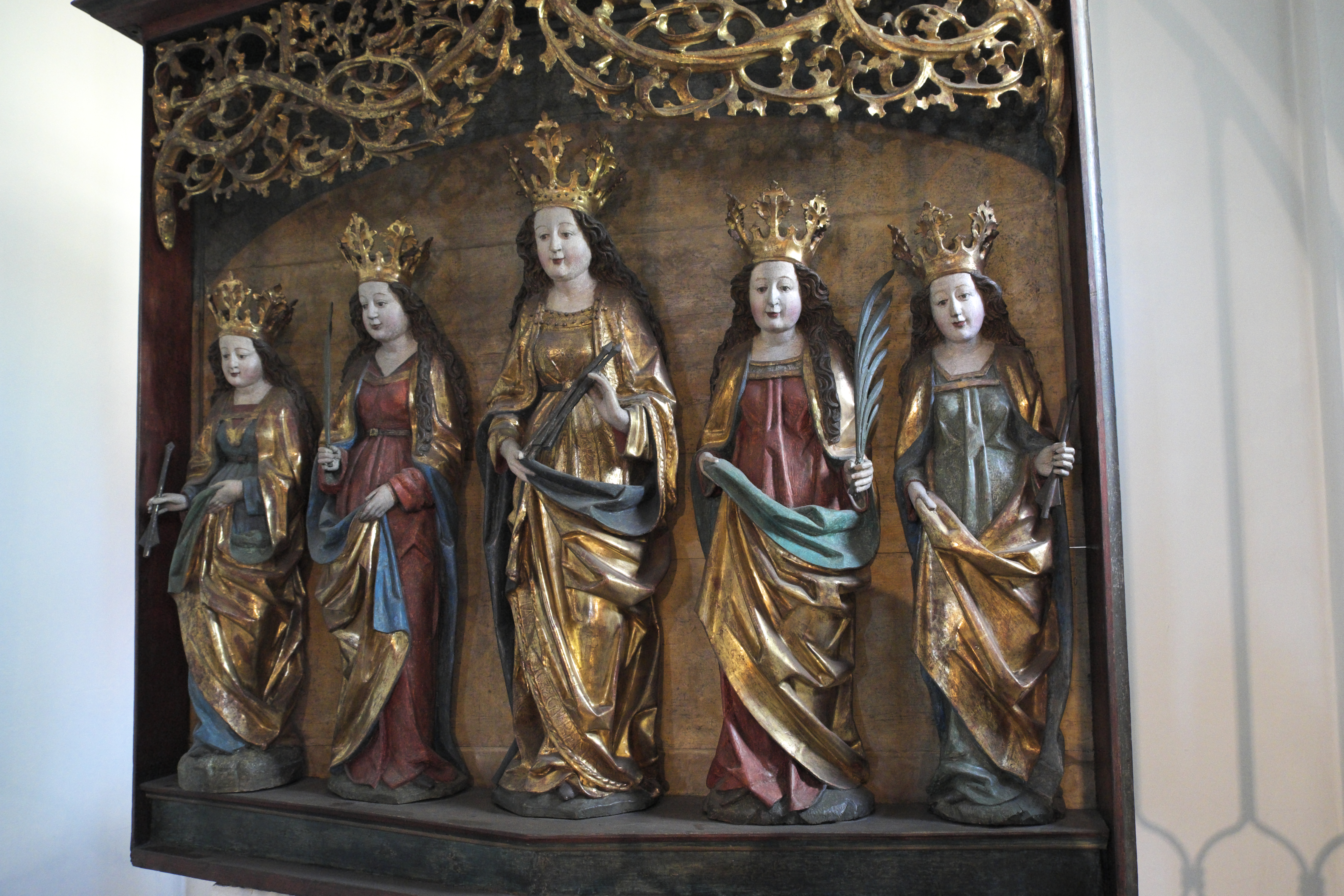
Ursulaschrein
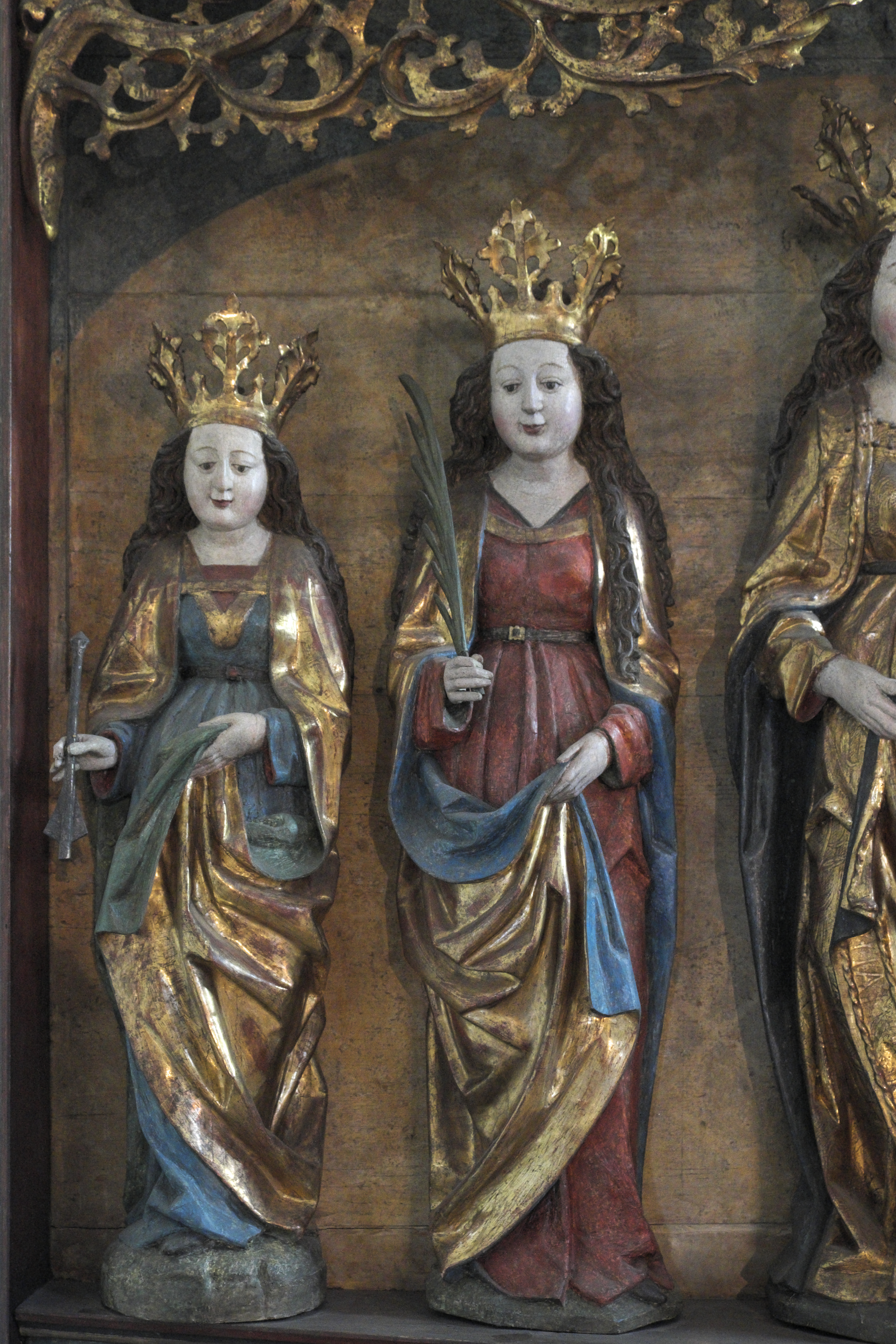
Begleiterinnen
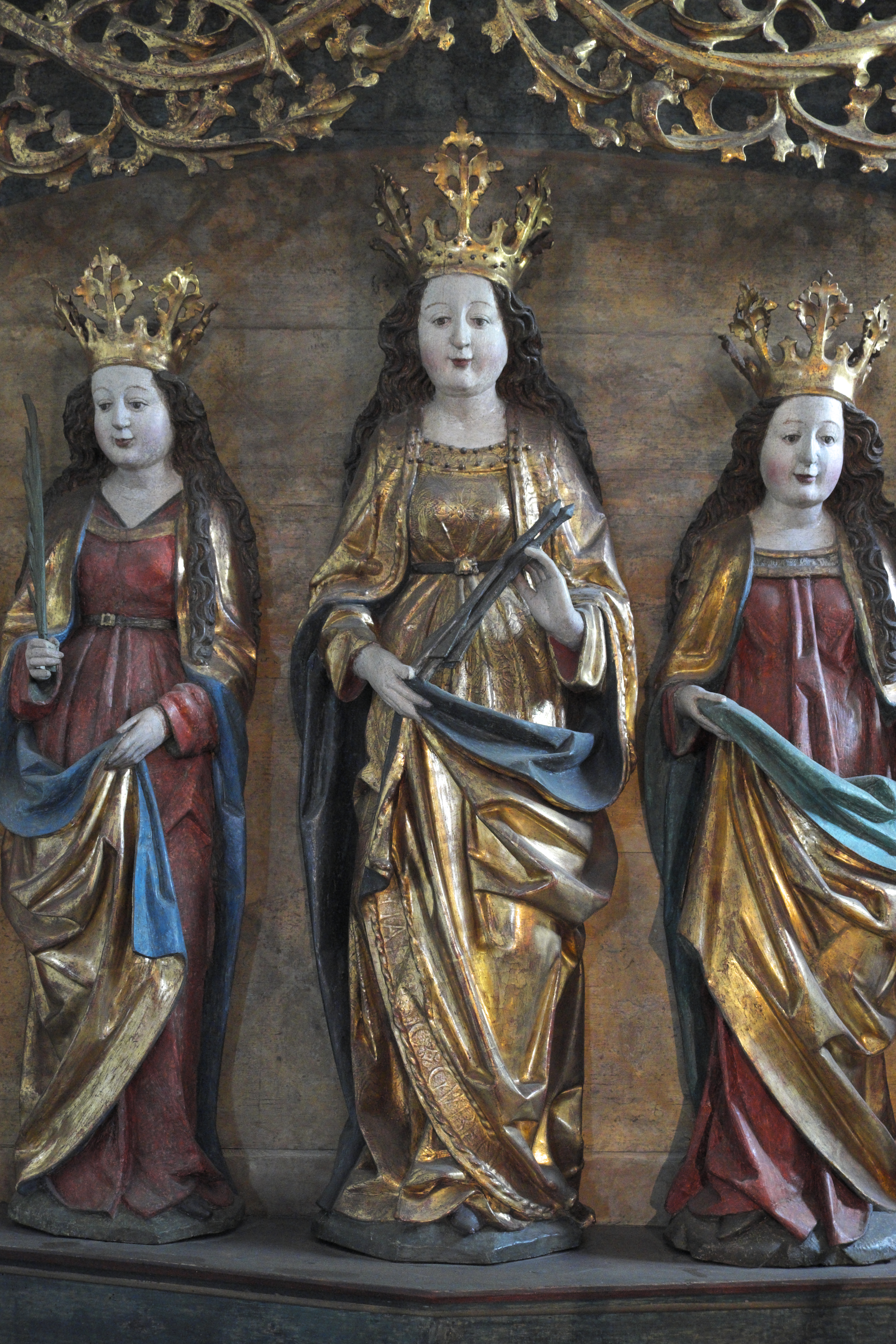
Heilige Ursula und Begleiterinnen
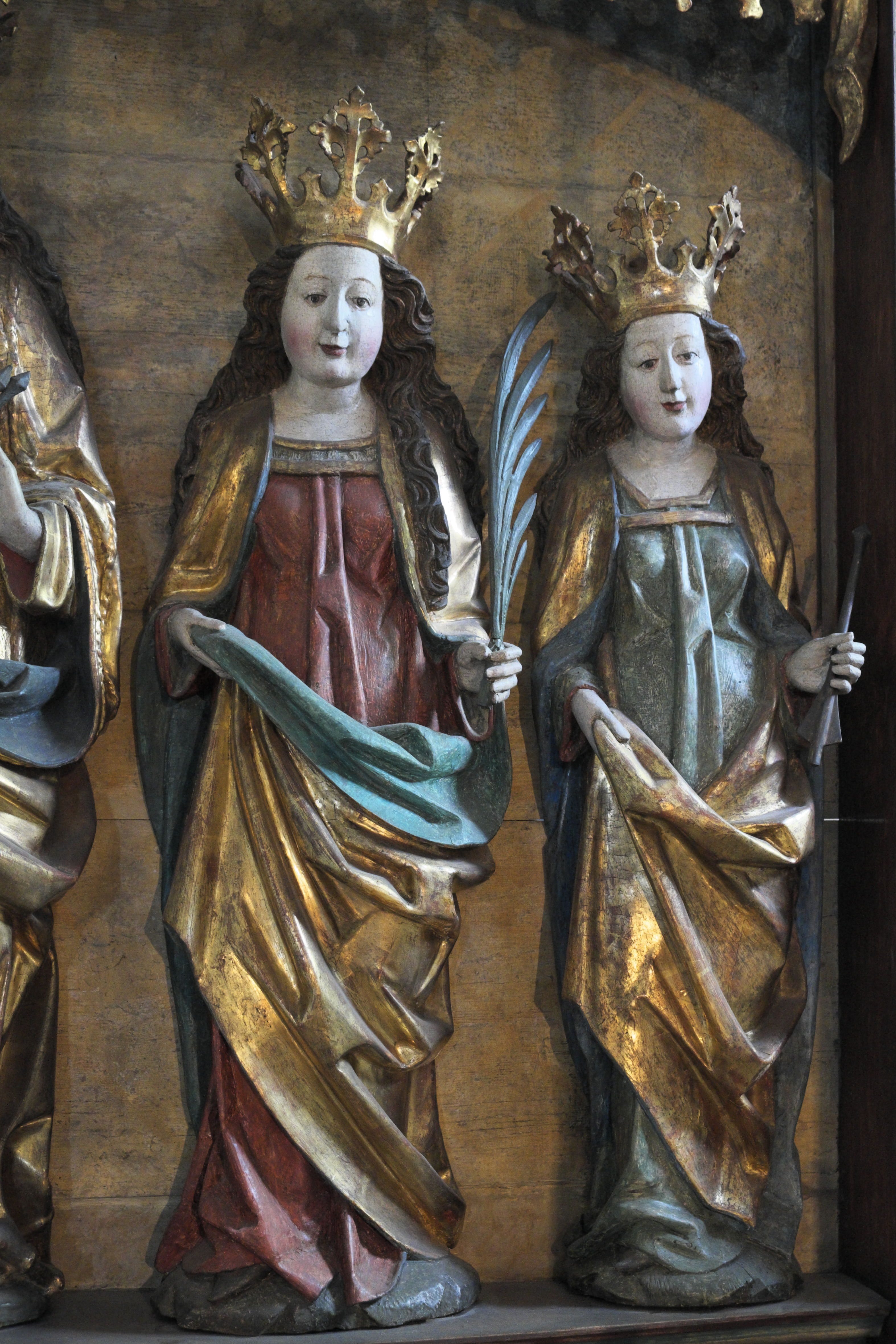
Begleiterinnen

## Orgel

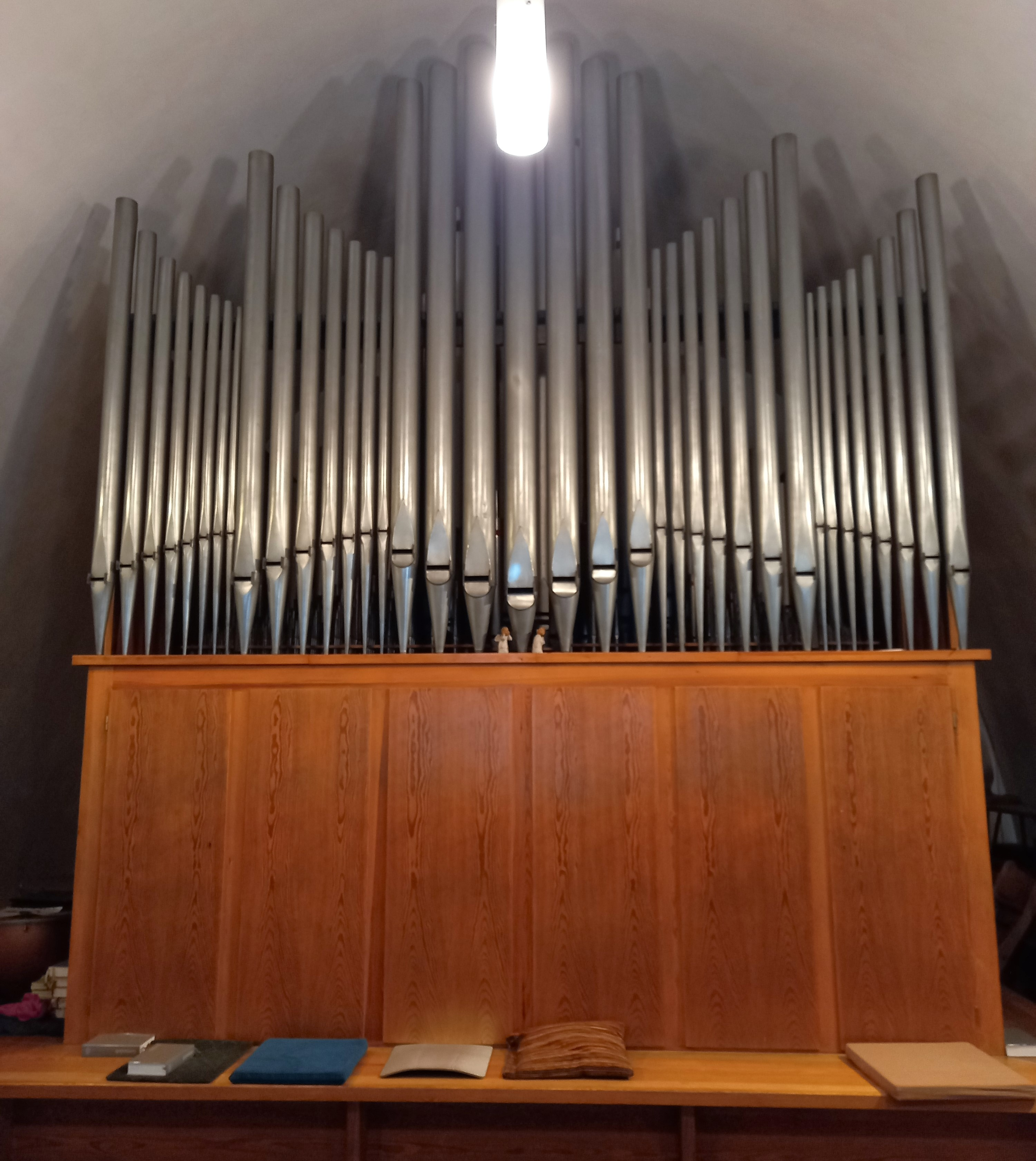
Orgel von 1965

Die Orgel der Pfarrkirche St. Quirin wurde 1965 von Julius Zwirner aus München erbaut, wobei Material aus der Vorgängerorgel verwendet wurde, die um 1880 von Johann Georg Beer errichtet worden war. Das elektrische Schleifladeninstrument umfasst insgesamt 15 Register auf zwei Manualen und Pedal. Die Disposition lautet:
| I. Manual C–g3 |              |    |
| 1.             | Prinzipal    | 8′ |
| 2.             | Hohlflöte    | 8′ |
| 3.             | Weidenpfeife | 8′ |
| 4.             | Octave       | 4′ |
| 5.             | Rohrflöte    | 4′ |
| 6.             | Mixtur IV-V  | 2′ |

| II. Manual C–g3 |            |       |
| 7.              | Gedeckt    | 8′    |
| 8.              | Spitzflöte | 8′    |
| 9.              | Praestant  | 4′    |
| 10.             | Nachthorn  | 2′    |
| 11.             | Quinte     | 1 ⁄3′ |
| 12.             | Cymbel III | 1′    |

| Pedal C–f1 |             |     |
| 13.        | Subbass     | 16′ |
| 14.        | Octavbass   | 8′  |
| 15.        | Choralflöte | 4′  |

- Koppeln: II/I, I/P, II/P
- Spielhilfen: 1 freie Kombination, Tutti, Piano-Pedal

## Glocken
Das Geläut von St. Quirin besteht aus fünf Glocken. Die älteste stammt von 1516, eine aus der unmittelbaren Nachkriegszeit (aus Euphon). 1997 zur 700-Jahr-Feier des Kirchturms wurden drei neue Glocken geweiht und die Glockenstube gründlich renoviert. Alle fünf Glocken hängen an Holzjochen in einem Holzstuhl. Bis auf die außer einem Schulterfries schmucklose Marienglocke ziert jeweils ein Bildnis des entsprechenden Heiligen die Vorderseite.
|  |  |  |

Die Glocken klingen in den Tönen e1 - a1 - h1 - d2 - e2.
| Glocke | Patron        | Gussjahr | Gießer, Gussort            | Gewicht | Durchmesser | Nominal | Inschrift                                                                                         |
| ------ | ------------- | -------- | -------------------------- | ------- | ----------- | ------- | ------------------------------------------------------------------------------------------------- |
| 1      | St. Georg     | 1949     | K. Czudnochowsky, Erding   | 990 kg  | 1240 mm     | e′-1    | „VIVOS VOCO, MORTUOS PLANGO, FULGURA FRANGO“                                                      |
| 2      | Maria         | 1516     | unbekannt                  | 560 kg  | 970 mm      | a′-1    | „o rex gloriae veni cum pace me resonante pia populi memor esto virgo Maria *1516* ora pro nobis“ |
| 3      | St. Quirin    | 1997     | Karlsruher Glockengießerei | 386 kg  | 830 mm      | h′      | „Vom Aufgang der Sonne bis zu ihrem Untergang sei gelobt der Name des Herrn.“                     |
| 4      | St. Ursula    | 1997     | Karlsruher Glockengießerei | 268 kg  | 720 mm      | d″      | „Frieden verkündet der Herr seinem Volk.“                                                         |
| 5      | St. Sebastian | 1997     | Karlsruher Glockengießerei | 184 kg  | 640 mm      | e″      | „Meine Zeit steht in deinen Händen.“                                                              |

Uhrschlag auf den Glocken 3 (1/4) und 1 (1/1). Angelusglocke: 3

## Literatur

Ansicht von Westen, 1914. Das Kirchenschiff schließt noch bündig mit dem Turm ab.
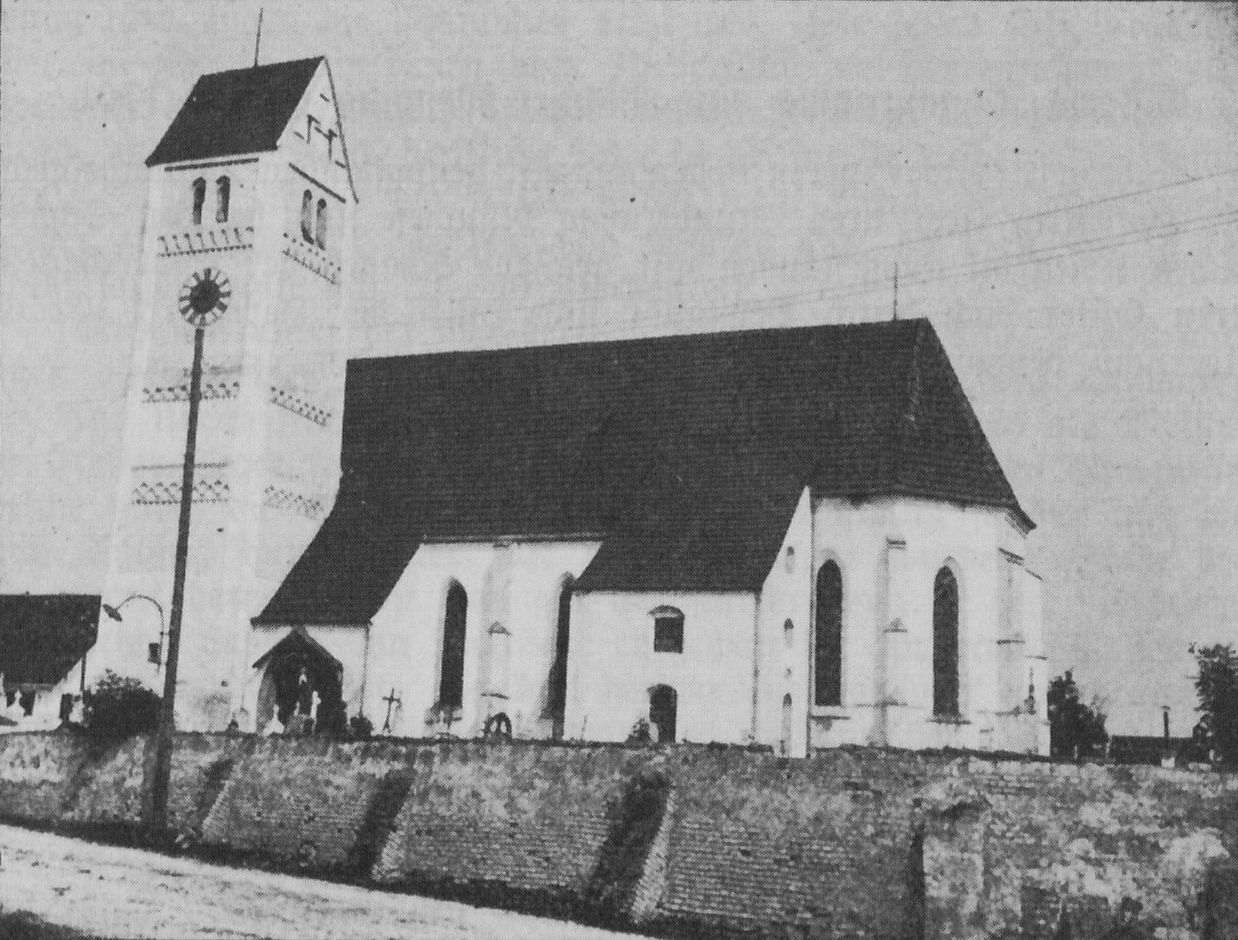
Südansicht 1914: Gebäudeteile links des Turms fehlen noch.
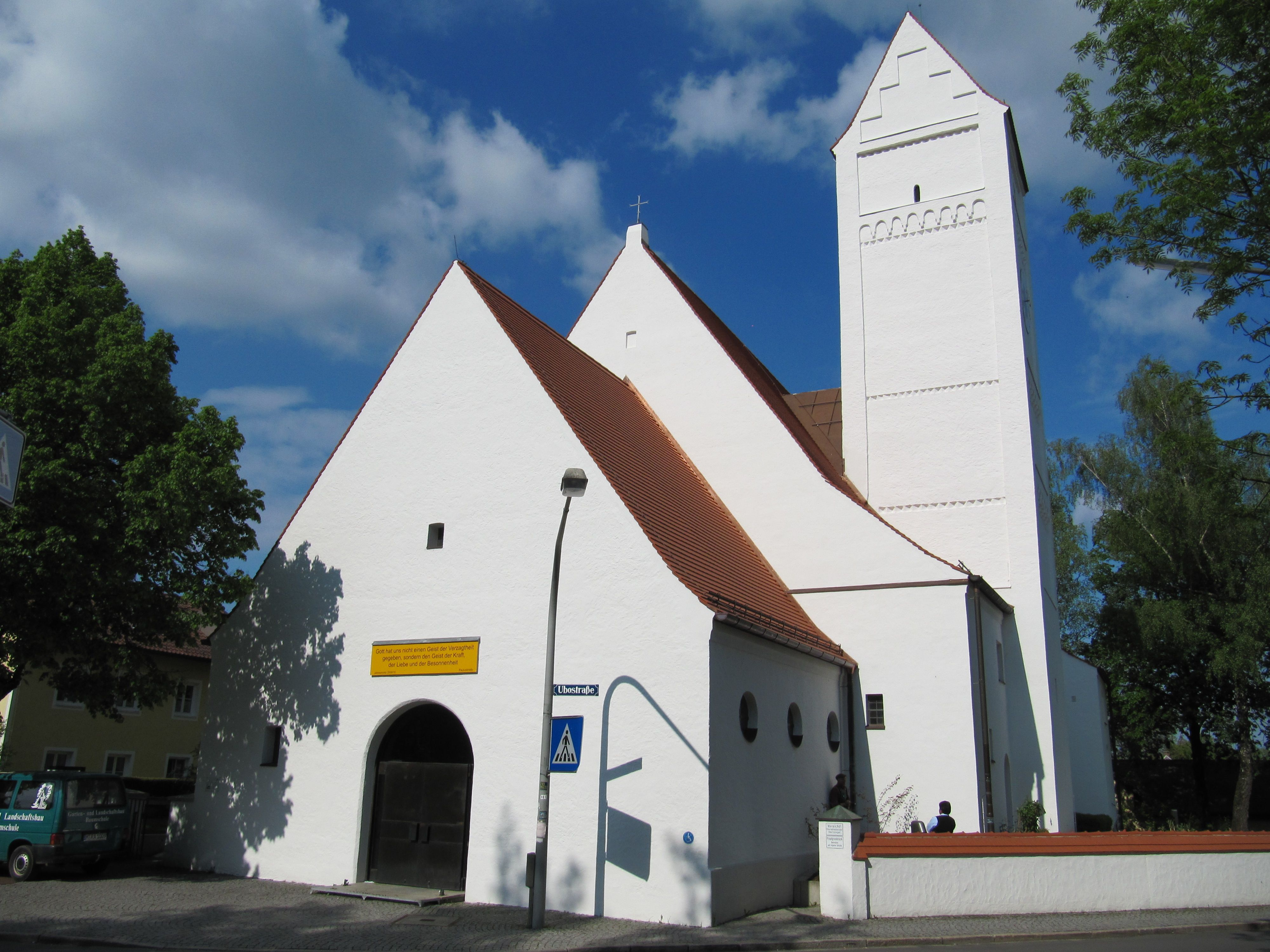
Ansicht von Westen 2010.
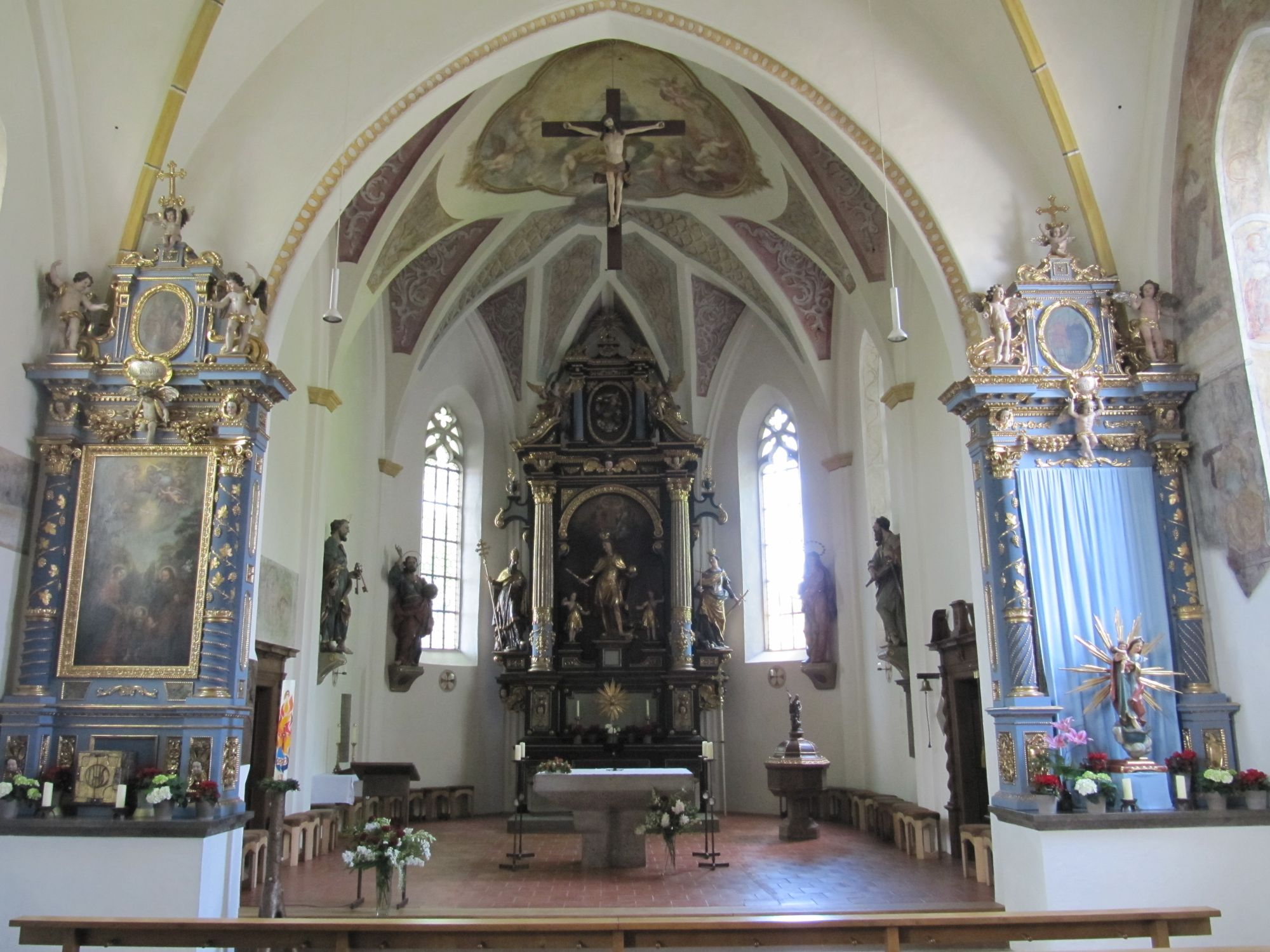
Altarraum
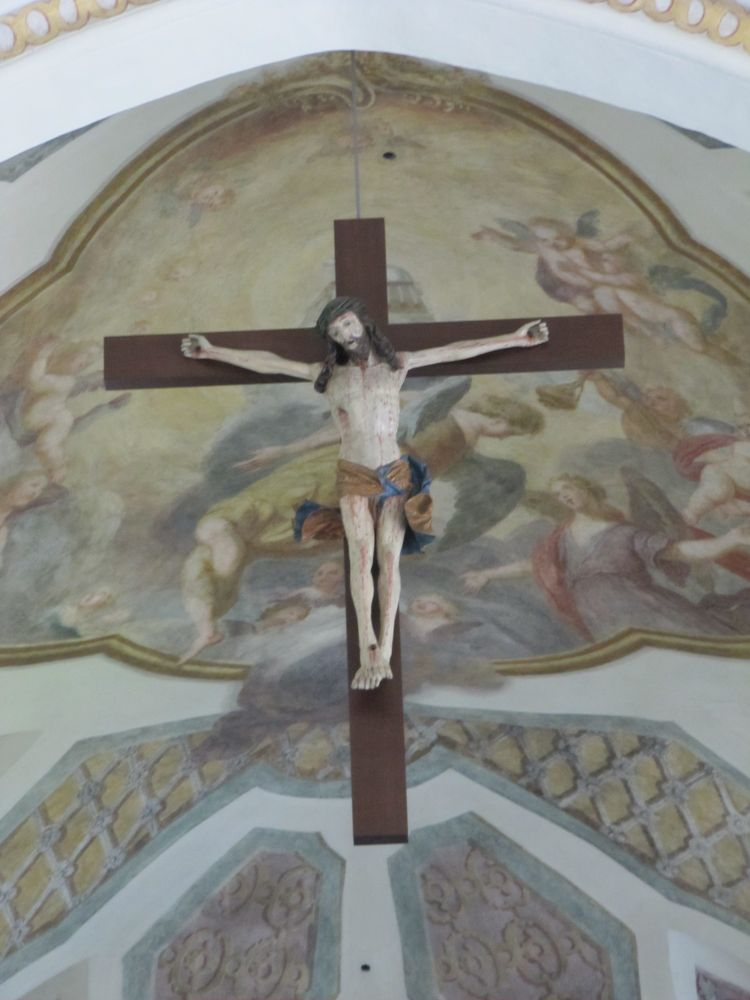
Chorkreuz mit Christusfigur von etwa 1530.
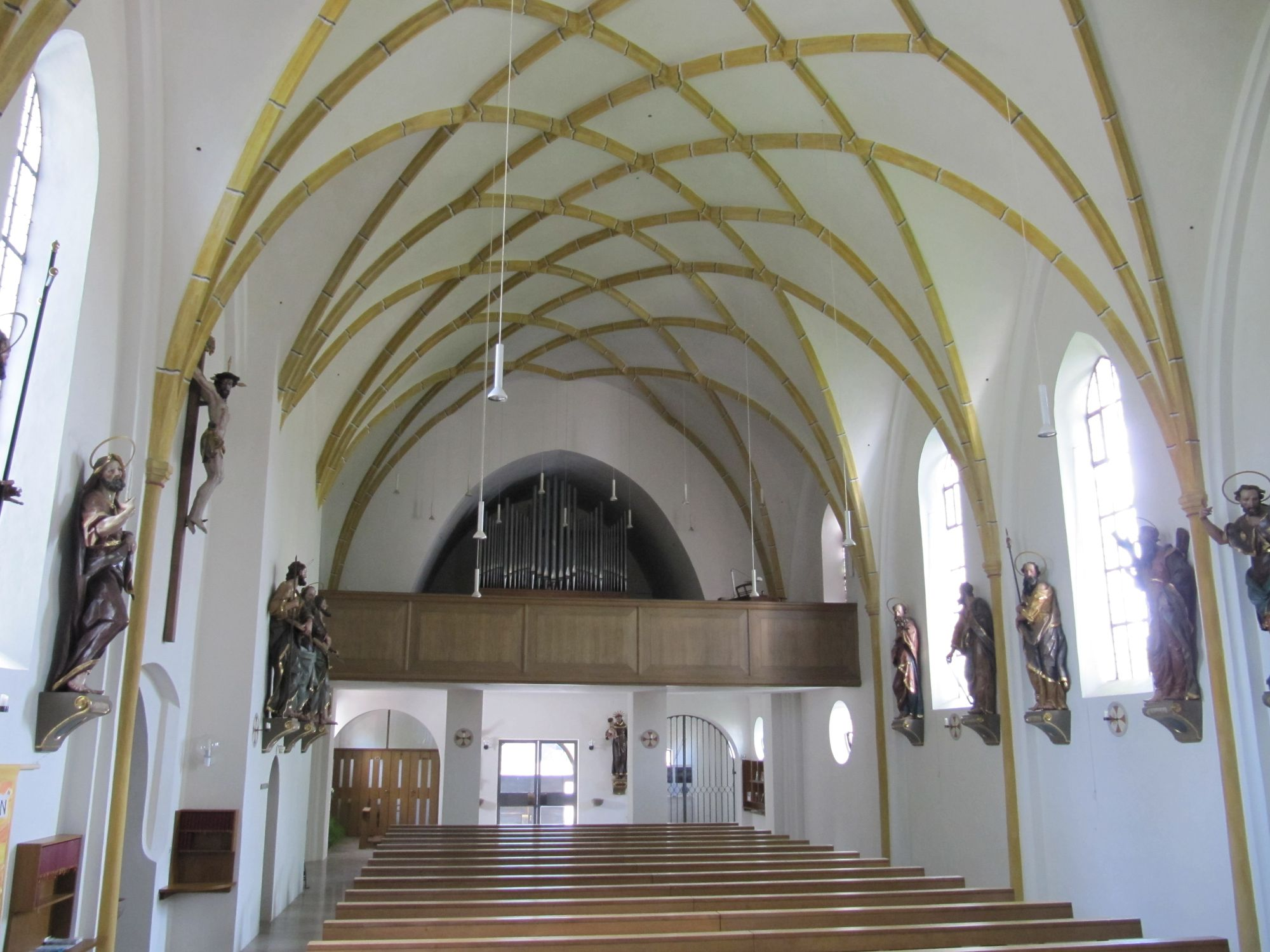
Kreuzgewölbe